# 트크바르첼리
트크바르첼리(압하스어: Тҟəарчал, 조지아어: ტყვარჩელი, 러시아어: Ткуарчал, Ткварчели)는 압하지야의 도시로, 행정 구역상으로는 조지아/압하지야 트크바르첼리 구에 속한다. 압하지야에서 2번째로 인구가 많은 도시이며 인구는 4,786명(2003년 기준), 면적은 16.85km2이다.